# 萊姆萊克鎮區 (明尼蘇達州莫雷縣)
萊姆萊克鎮區（英語：Lime Lake Township）是一個位於美國明尼蘇達州莫雷縣的行政鎮區。

## 人口
根據2020年美國人口普查的數據，萊姆萊克鎮區的面積為90.85平方千米，當中陸地面積為89.72平方千米，而水域面積為1.13平方千米。當地共有人口172人，而人口密度為每平方千米2人。